# Inteligencja rozproszona

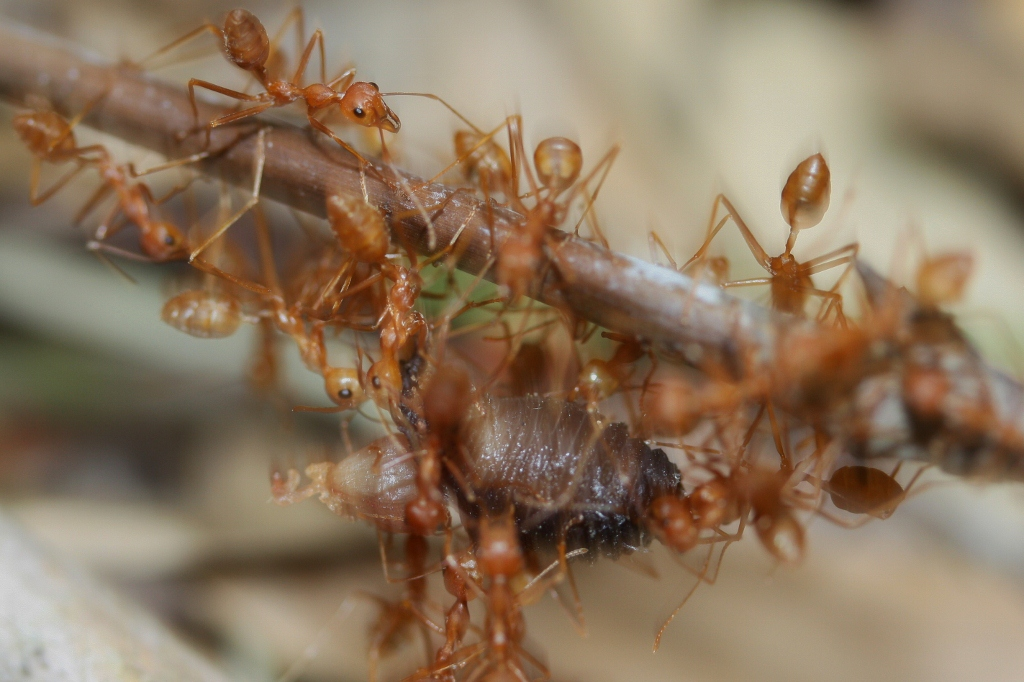
Inteligencja rozproszona mrówek

Inteligencja rozproszona (fr. intelligence distribuée, ang. swarm intelligence (inteligencja roju)) – pojęcie oznaczające tworzenie się współpracy pomiędzy wieloma sprawcami naturalnymi (np. kolonia mrówek) lub sztucznymi (np. roboty) bez uprzednio zdefiniowanego planu i bez jednego organu dowodzącego, gdzie pojęcie to występuje najczęściej w pracach nad sztuczną inteligencją.
Nazwa została wprowadzona przez Gerardo Beni i Jing Wang w 1989 roku, w kontekście zrobotyzowanych systemów komórkowych
Stanisław Lem zaproponował ilustrację pojęcia inteligencji rozproszonej: "robiono takie eksperymenty, bardzo proste, kładąc na ich (mrówek) drodze jakiś mały przedmiot, którego żadna mrówka nie byłaby w stanie osobno unieść. I wtedy zbierają się dwie mrówki, trzy mrówki, potem się do nich przyłączają jeszcze cztery mrówki, po czym zaczynają nieść wspólnie ten ciężar do mrowiska. A nikt przecież nie zaprogramował ich węzłów nerwowych, żeby tak postępować. To jest właśnie inteligencja rozproszona". Autor zastosował  inteligencję rozproszoną w utworze Niezwyciężony, gdzie miniaturowe roboty obdarzone sztuczną inteligencją wyniszczyły życie na całej planecie.
Inteligencja rozproszona związana jest też ze zjawiskiem globalizacji, które ułatwiło wymianę danych na poziomie globalnym i pozwoliło na stworzenie nowych perspektyw między innymi w edukacji, gdzie przykładem tego może być współtworzenie narzędzi informatycznych przez wielu nieskoordynowanych sprawców (twórców). Owocami tego rodzaju działań są Linux i wolne oprogramowanie, oraz Firefox, przeglądarka internetowa stworzona w dużej części przez wolontariuszy. Wikipedia jako całość też powstała w ten sam sposób. 
Znani badacze inteligencji rozproszonej (roju) to: Marco Dorigo, inżynier elektryk Russell C. Eberhart, zastępca dyrektora szwajcarskiego "Instytutu Badań Sztucznej Inteligencji"  Luca Maria Gambardella i psycholog społeczny James Kennedy.